# Einar Sjöström
Pour les articles homonymes, voir Sjöström.
Einar Johannes Sjöström (né le 15 avril 1882 à Iisalmi – mort le 24 juin 1923 à Helsinki) est un architecte finlandais,.

## Biographie
En 1906, Einar Sjöström obtient son diplôme d'architecte de l' institut polytechnique d'Helsinki. 
De 1908 à 1919, il possède une cabinet d'architecte avec Wäinö Gustaf Palmqvist.
En 1909, il épouse la chanteuse Phyllis Sjöström. 
Wilho Sjöström est son frère et Cyril Mardall est son fils.

## Ouvrages
Les ouvrages conçus par Einar Sjöström avec Wäinö Gustaf Palmqvist sont,:
- Bâtiment Lackman, Mikonkatu 11, Helsinki, (1911)
- Bâtiment Aatra, Mikonkatu 19, (1911)
- Ostrobotnia, Etu-Töölö (1912),
- Bâtiment Mercator, Yrjönkatu 27 (1912)[5]
- Chapelle funéraire, Tampere, (1913),
- Jääkärinkatu 5, Helsinki, (1913),
- Kalevankatu 32, Helsinki, (1917),
- Bâtiment Jalander, Korkeavuorenkatu 20 - Pieni Roobertinkatu 10, Helsinki, (1920),

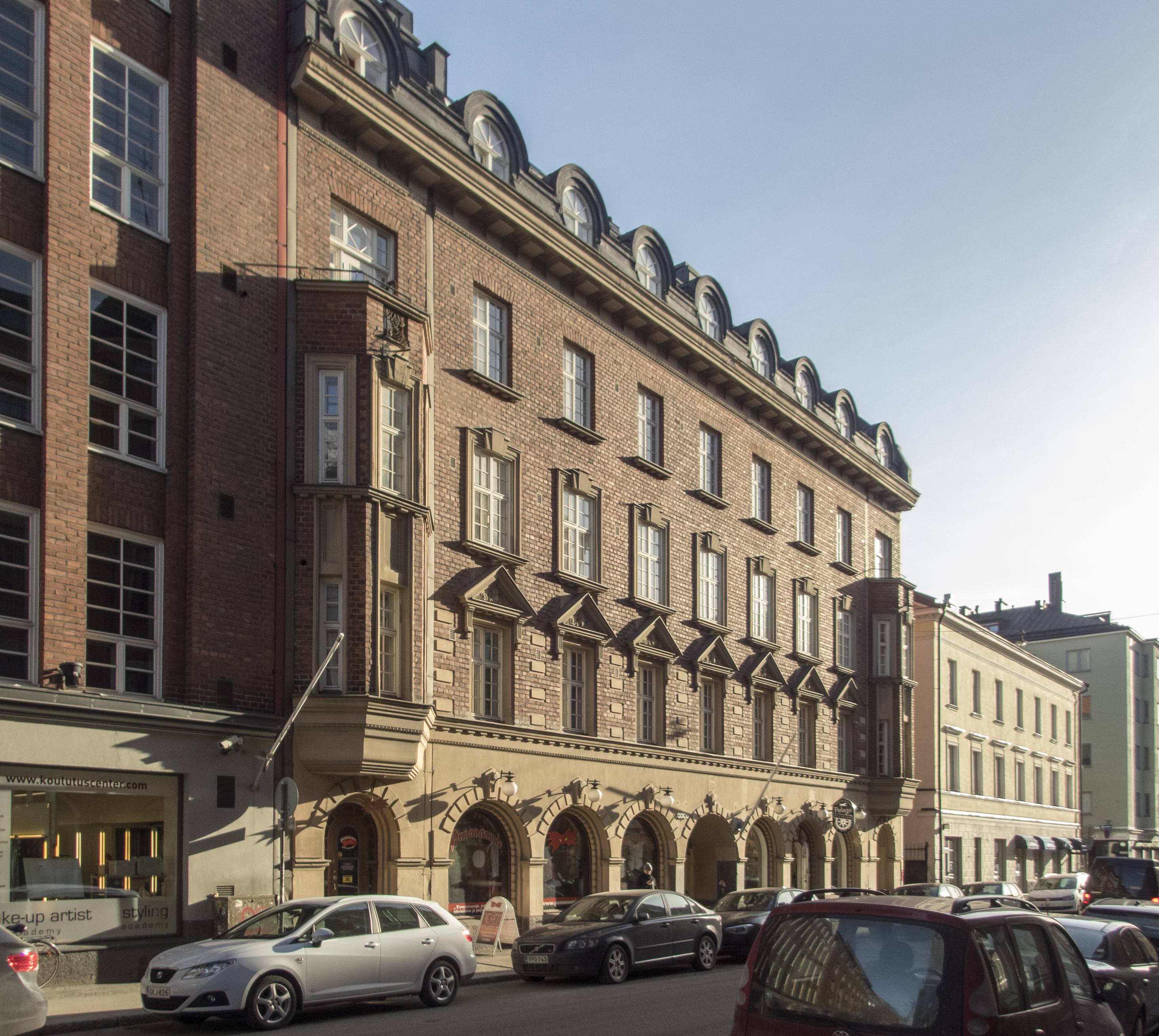
Kalevankatu 32, Helsinki. 1917.